# Bugallido (Ames)
Bugallido (llamada oficialmente San Pedro de Bugallido) es una parroquia española del municipio de Ames, en la provincia de La Coruña, Galicia.Su mayor punto turístico es una cuidada fuente románica.

## Organización territorial
La parroquia está formada por once entidades de población:
- Barreiro
- Buceleiras (As Buceleiras)[5]
- Eirapedriña
- Firmistáns
- Framán
- Guimaráns
- Mourigade
- O Instrumento
- Outeiro (O Outeiro)[6]
- Quistiláns
- Tarrío

## Demografía
| Gráfica de evolución demográfica de Bugallido entre 2000 y 2018 |
|                                                                 |
| Datos según el nomenclátor publicado por el INE.                |